# Stefan Arndt

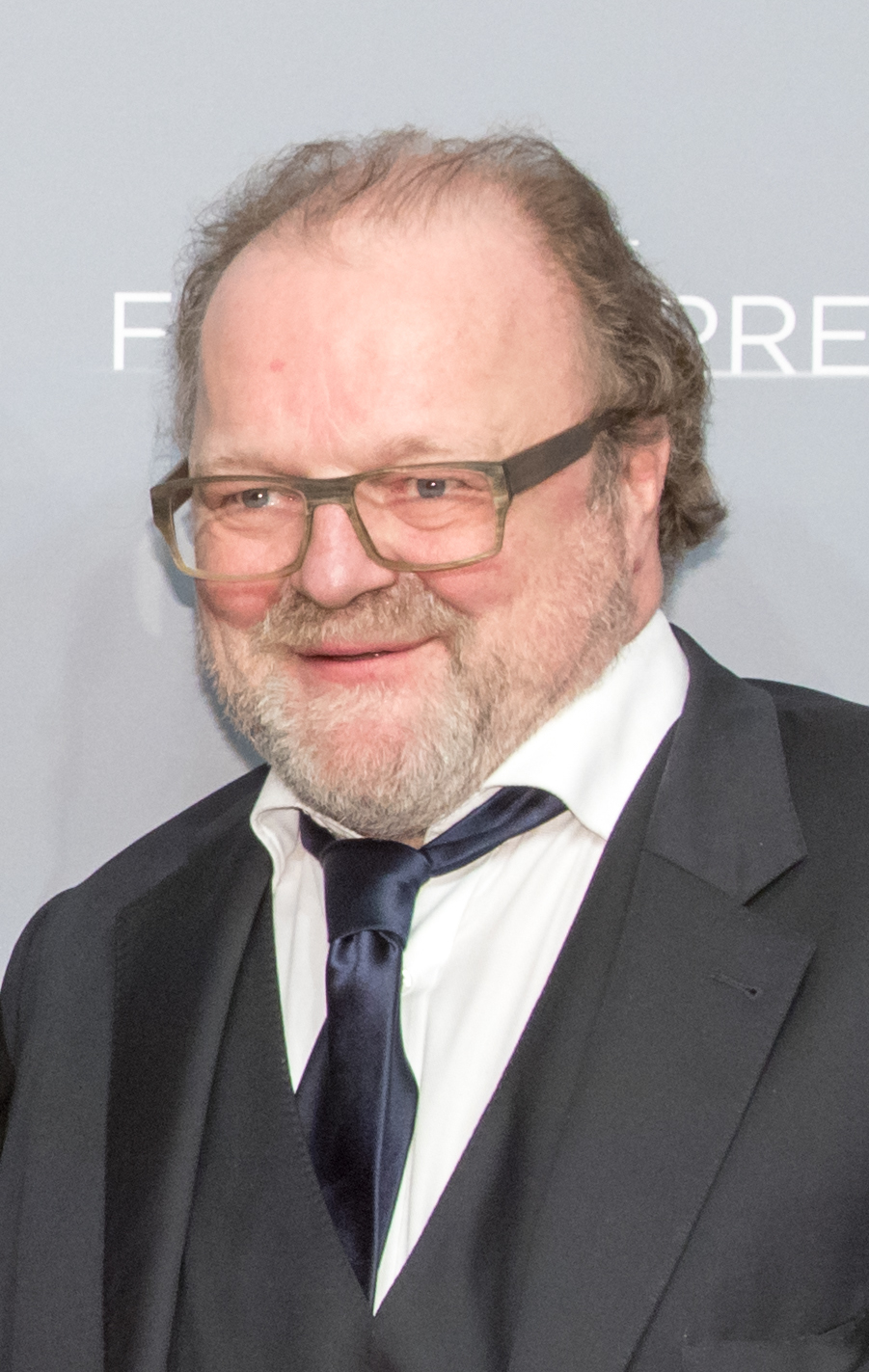
Stefan Arndt 2018

Stefan Arndt (* 28. August 1961 in München) ist ein deutscher Filmproduzent, der mit Tom Tykwer und Dani Levy in Berlin die Produktionsgesellschaft X Filme Creative Pool betreibt.

## Leben
Stefan Arndt war 1984 Mitbegründer der Kinobetreibergruppe Sputnik-Kollektiv und leitete danach eine Reihe von Kinos, so das Sputnik in Berlin, das Zeise in Hamburg, das Colosseum in Ost-Berlin oder das Thalia in Potsdam. 1992 gründete er mit Tom Tykwer zusammen die Produktionsgesellschaft Liebesfilm, die Tykwers Regiedebüt Die tödliche Maria produzierte.
Zwei Jahre später gründete Arndt schließlich mit Wolfgang Becker, Tom Tykwer und Dani Levy die Unternehmung X Filme Creative Pool, deren geschäftsführender Gesellschafter Arndt ist und die nach dem Vorbild der United Artists den Filmemachern weitgehende kreative und wirtschaftliche Unabhängigkeit garantieren soll. In seiner Eigenschaft als Produzent der meisten X-Filme gehört Arndt zu den wichtigsten Personen der deutschen Filmindustrie. Er ist Mitgründer und Vorstandsmitglied des X-Verleihs, der in Zusammenarbeit mit Warner Bros. den Vertrieb der eigenen Filme sicherstellen soll. Zudem war er 2003 Gründungsmitglied der Deutschen Filmakademie und von 2003 bis 2009 deren Vorstandsvorsitzender.
Der von Arndt koproduzierte Film Liebe wurde fünffach für den Oscar 2013 nominiert und erhielt diesen als Bester fremdsprachiger Film. 

### Privates
Stefan Arndt ist mit der Filmproduzentin Manuela Stehr verheiratet, die von 2000 bis 2009 als Mitgeschäftsführerin bei X Filme tätig war.

## Filmografie (Auswahl)
- 1993: Die tödliche Maria
- 1995: Stille Nacht – Ein Fest der Liebe
- 1997: Das Leben ist eine Baustelle
- 1997: Winterschläfer
- 1998: Lola rennt
- 1998: Meschugge
- 1999: Absolute Giganten
- 2000: Paul Is Dead
- 2000: Der Krieger und die Kaiserin
- 2001: Heidi M.
- 2001: Wie Feuer und Flamme
- 2001: Herz
- 2002: Heaven
- 2003: Good Bye, Lenin!
- 2004: Was nützt die Liebe in Gedanken
- 2004: Jargo
- 2004: Lautlos
- 2004: Agnes und seine Brüder
- 2005: Eine Hochzeit zu dritt
- 2006: Der die Tollkirsche ausgräbt
- 2007: Mein Führer – Die wirklich wahrste Wahrheit über Adolf Hitler
- 2008: Das weiße Band – Eine deutsche Kindergeschichte
- 2009: Alter und Schönheit
- 2010: Drei
- 2012: Liebe
- 2012: Cloud Atlas
- 2012: Nachtlärm
- 2013: Quellen des Lebens
- 2015: Tod den Hippies!! Es lebe der Punk
- 2015: Ich und Kaminski
- 2016: Ein Hologramm für den König (A Hologram for the King)
- 2016: Jeder stirbt für sich allein (Alone in Berlin)
- 2016: Vor der Morgenröte
- 2016: Frantz
- 2017: Happy End
- 2017: Sommerfest
- seit 2017: Babylon Berlin (Fernsehserie)
- 2020: Isi & Ossi
- 2020: Die Känguru-Chroniken
- 2020: Enfant Terrible
- 2022: Die Känguru-Verschwörung
- 2023: Die Unschärferelation der Liebe

## Auszeichnungen
- 2005: Verdienstorden des Landes Berlin
- 2012: Bayerischer Filmpreis, Produzentenpreis für Cloud Atlas
- 2015: Österreichischer Filmpreis 2015 für Das finstere Tal als Bester Spielfilm[3]
- 2016: Bernd Eichinger Preis
- 2019: Carl Laemmle Produzentenpreis[4]